# Nomi, cose, città
Nomi, cose, città è un gioco di carta e matita che consiste nell'estrarre una lettera a caso, e nello scrivere le parole che iniziano con quella lettera in determinate categorie lessicali.

## Preparazione del materiale di gioco

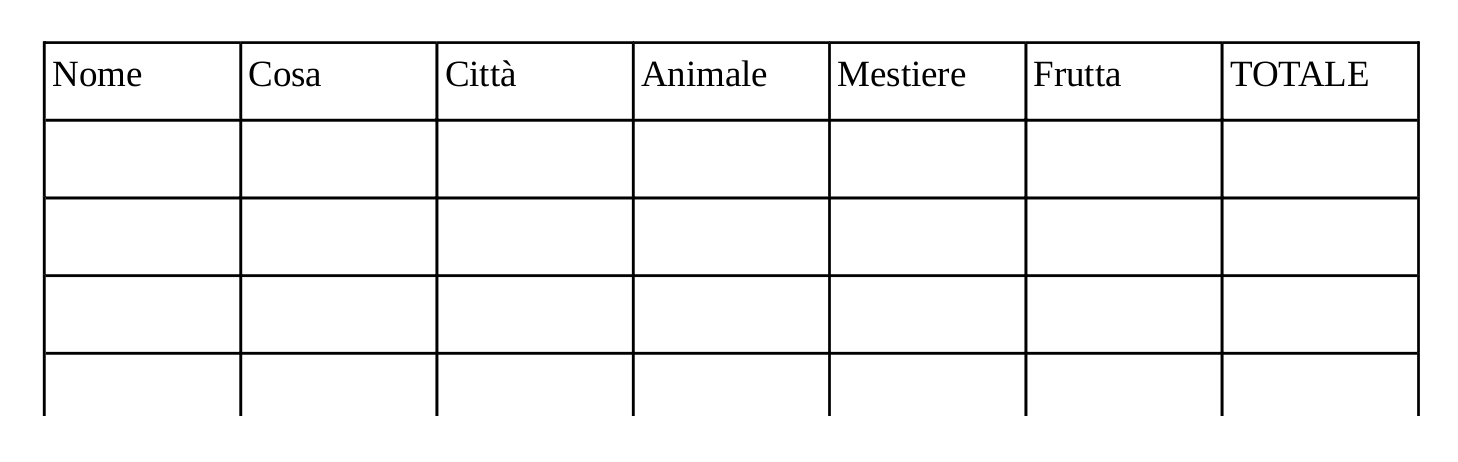
Esempio di griglia iniziale del gioco

Per ogni giocatore serve un foglio di carta sul quale verrà disegnata una griglia:
- la griglia avrà tante colonne quante sono le categorie scelte per giocare più una colonna finale per calcolare il totale;
- il numero di righe della griglia non è definito a priori e dipende semplicemente dal numero di partite che verranno giocate.

Infine serve preparare un ulteriore foglio dove verranno scritte in posizione casuale tutte le lettere dell'alfabeto. Di solito si escludono le lettere più difficili come H, J, K, Q, W, X, Y, Z.

## Svolgimento del gioco
Un giocatore a caso, prende in mano il foglio con le lettere e senza guardare fa un segno con la penna. La lettera più vicina al segno viene scelta come lettera della partita corrente e viene sbarrata.
Una volta scelta la lettera, inizia subito la partita: tutti i giocatori devono completare l'intera riga della loro griglia trovando una parola per ogni categoria.
Esempio con la lettera G:
- Nome: Giovanni,
- Cosa: Gancio,
- Città: Genova,
- Animale: Gatto,
- Mestiere: Gelataio,
- Colore: Giallo,
- Frutta: Ghianda,
- ecc...

Il primo giocatore che finisce copre la propria griglia e conta fino a 20/30 secondi.
Al termine del conto alla rovescia, tutti gli altri giocatori si bloccano e può iniziare la fase del calcolo dei punti.

### Calcolo dei punti

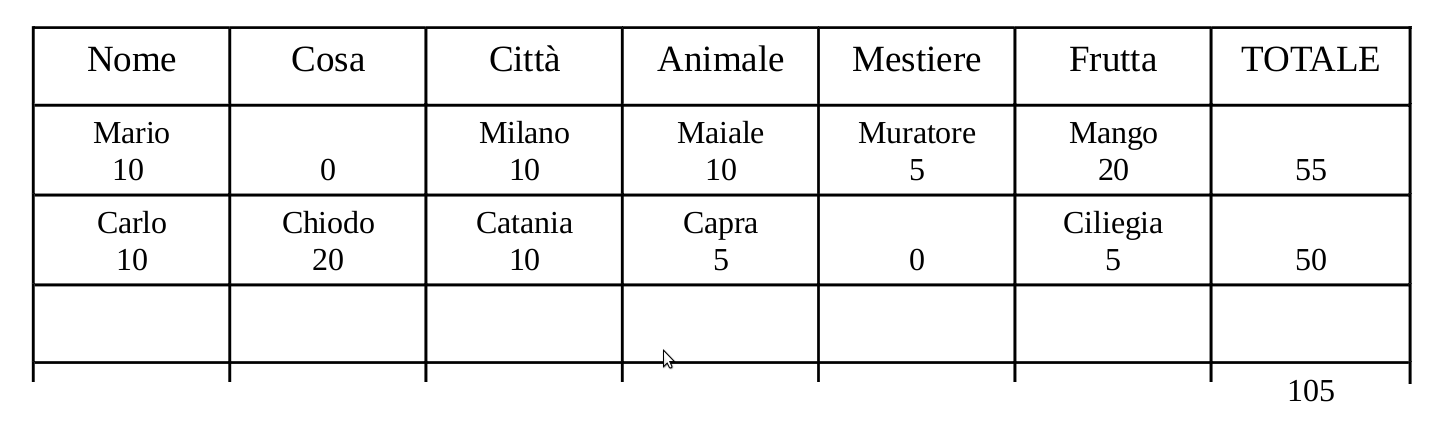
Esempio di griglia completa

Per calcolare i punti, tutti i giocatori confrontano in sequenza le parole che hanno inserito.
Ogni parola realizza un punteggio che può essere:
- 20 punti, se la parola è corretta e tutti gli altri giocatori non hanno trovato una parola per quella categoria
- 10 punti, se la parola è corretta e nessun altro giocatore ha usato la stessa parola
- 5 punti, se la parola è corretta ma è stata usata da un altro giocatore
- 0 punti, se la parola non è corretta o non si è riusciti a trovare una parola per quella categoria

Dopo aver calcolato il punteggio di ogni parola, si sommano tutti i punteggi della riga corrente e si scrive la somma nella colonna del totale.

### Termine del gioco
Dopo aver calcolato i punteggi, si sceglie a caso una nuova lettera e si ricomincia a giocare.
Il gioco termina quando vengono estratte tutte le lettere e quando sono stati effettuati un certo numero di partite.
Alla fine, si sommano i punteggi di tutte le righe e il giocatore con il punteggio più alto vince.

## Categorie
Non c'è un limite alle categorie che possono essere proposte nel gioco, l'importante è che siano categorie sufficientemente ampie da poter trovare parole corrispondenti per ciascuna lettera. Tra le categorie possibili ci sono: nomi di persona, cose (oggetti), città, stati del mondo, cibi e bevande, film, frutta, libri, animali, personaggi famosi, colori, mestieri, parti del corpo, e altre.

## Strategia
La strategia principale è quella di ricordare parole rare, che iniziano per una data lettera, nel minor tempo possibile e completare la griglia per intero. Completare nel più breve tempo possibile la griglia quando ci sono solo due giocatori, ricercare le parole più rare con tre o più giocatori per acquisire maggior punteggio.

## Versioni
Nonostante sia soprattutto un gioco praticabile mediante carta e matita, ne esistono anche versioni giocabili on line. Ne è stata prodotta anche una versione del tipo gioco di carte, in cui i giocatori devono pescare una carta che suggerisce la lettera e un'altra che suggerisce la categoria per la quale trovare le parole. Tale versione è commercializzata dalla Clementoni.

## In altre lingue
- Boy girl animal o Categories (Inglese)
- Alto el lápiz o Tutti frutti (Spagnolo)
- Jeu du baccalauréat (Francese)